# The First Power
The First Power is een Amerikaanse horrorfilm uit 1990 met in de hoofdrollen Lou Diamond Phillips, Mykelti Williamson en Jeff Kober. De film werd geregisseerd door Robert Resnikoff. Hoewel de meeste kritieken negatief waren, was de film een financieel succes dat meer dan twee keer zijn budget opleverde.

## Verhaal
Via een anonieme tip slaagt politieagent Russell Logan erin om een seriemoordenaar genaamd 'de Pentagram Killer' te arresteren. De seriemoordenaar blijkt Patrick Channing te zijn, die een duivelsaanbidder is. Tess Seaton, een helderziende vrouw die de anonieme tip gaf, neemt contact op met Logan en waarschuwt hem om te verhinderen dat Chaning de doodstraf krijgt, want dat zal zijn geest loslaten. Het tegendeel gebeurt en Chaning wordt geëxecuteerd. Dit leidt ertoe dat Logan in Los Angeles een strijd op leven en dood moet uitvechten met de rondwarende geest van Chaning. Logan krijgt hierbij hulp van Tess Seaton.

## Cast
| Acteur               | Personage        |
| -------------------- | ---------------- |
| Lou Diamond Phillips | Russell Logan    |
| Jeff Kober           | Patrick Channing |
| Mykelti Williamson   | Oliver Franklin  |
| Carmen Argenziano    | Luitenant Grimes |
| Tracy Griffith       | Tess Seaton      |
| Bill Moseley         | Ober             |
| Philip Abbott        | Kardinaal        |